# Roscelin de Compiègne
Jean Roscelin, né vers 1050 (vraisemblablement à Compiègne), mort à Besançon vers 1121, est un philosophe scolastique français. Il est considéré comme le fondateur du nominalisme.

## Biographie
Roscelin de Compiègne est né au milieu du XIe siècle à Compiègne. Il étudie à Soissons et à Reims. Il fait la connaissance d'Anselme de Cantorbéry, alors prieur ou abbé du Bec, en Normandie. Il enseigne dans sa ville natale de Compiègne, puis à Tours, à Loches et enfin à Besançon. Il n'est pas moine, mais maître ès-arts libéraux. 
Il fait l'objet d'attaques, de la part de Rupert de Deutz, d’Yves de Chartres, mais surtout d'Anselme de Cantorbéry dans sa Lettre sur l'incarnation du Verbe, par laquelle on connaît les thèses de Roscelin. Il est jugé pour hérésie au concile de Soissons de 1092. On lui reproche, comme plus tard à Abélard (qui d'ailleurs alla le rencontrer et à qui il prodigua son enseignement durant une semaine, à Nantes), de penser la Trinité divine en termes de logique. L'évêque Yves de Chartres refuse de l'embaucher dans son diocèse et le met même en garde: ses compatriotes chartrains pourraient l'accueillir à coups de pierre.
Roscelin n'est pas officiellement condamné, comme il le dit à Abélard dans une lettre : « Quand tu éructes et rends tes vomissures verbales, prétendant que je suis infâme et j'ai été condamné au concile, je prouverai par le témoignage des églises où je suis né, où j'ai grandi et où j'ai été éduqué que ces immondes calomnies sont totalement fausses ». 
Il quitte le Royaume de France pour l'Angleterre, où il s'oppose à Anselme, puis il revient en Touraine. Il est professeur d'Abélard de longues années, à Tours (où il fait partie du chapitre de Saint-Martin) et à Loches, probablement de 1094 à 1099. Saint Anselme l'accuse de persister dans ses erreurs, il le tient pour hérétique et le réfute auprès du pape Urbain II vers 1095 : « Qu'il soit anathème car il n'est absolument pas chrétien ». 
Roscelin meurt à Besançon vers 1121.

## Doctrine
La pensée de Roscelin marque un changement important dans la philosophie médiévale ; il est en effet le premier nominaliste dont nous connaissions un peu la doctrine. Mais nous sommes surtout renseignés sur sa pensée par ses adversaires. Les premiers documents sur lui nous viennent de l'école du Bec entre 1089 et 1099 : un moine envoie une lettre sur Roscelin à Anselme (de Cantorbéry) (ce qui était une pratique de dénonciation assez courante).
Roscelin a soutenu la sententia vocum, i.e. la doctrine des mots : les genres et les espèces sont, comme le représente Anselme, dans son œuvre De Incarnatione Verbi, des flatus vocis (des émissions de voix), et non des choses, car les choses sont des individus réels. Ainsi, un individu particulier est-il réel, et le mot que l'on emploie pour le désigner désigne quelque chose de réel. En revanche, l'espèce homme n'existe pas.
Mais les conséquences de ce nominalisme vont s'avérer dangereuses. En effet, appliquée à la théologie, cette doctrine conduit à soutenir que les Personnes (le Père, l'Esprit, le Fils) sont trois choses différentes mais identiques par le pouvoir et la volonté, et incarnées dans le Fils et non une essence, ce qui revient à détruire la Trinité. Or, pour Anselme de Laon, cela revient à ne pas comprendre que les trois Personnes sont un Dieu et un seul, de même que plusieurs hommes sont un seul en espèce. Les nominalistes ne peuvent donc comprendre la Trinité. Il faut remarquer qu'Anselme ne dit pas que Roscelin applique le nominalisme à la théologie. Que Roscelin ait effectivement fait cela est un point qui reste assez douteux.
Mais quoi qu'il en soit, cette thèse théologique, attribuée à Roscelin, a d'abord été suspectée (à tort ou à raison, il est difficile de l'établir) par Anselme, car niant l'existence des substances universelles, elle reviendrait à admettre l'existence de plusieurs substances individuelles, donc de trois dieux ; ce qui est reproché à Roscelin, c'est son prétendu trithéisme (accusation reprise par Abélard, son ancien élève) :
« Le clerc Roscelin affirme qu'en Dieu, les trois personnes existent séparément les unes des autres, comme trois anges, de façon toutefois que sa volonté et sa puissance soient unes, — ou que le Père et l'Esprit saint sont incarnés ; qu'on pourrait dire vraiment qu'il y a trois dieux, si l'usage le permettait. »
Plus tard, Abélard, en accusant son ancien maître d'hérésie, sera bien plus dur qu'Anselme, lorsqu'il écrit qu'il est :
« ce vieil ennemi de la foi catholique, dont l'hérésie détestable selon laquelle il y aurait trois dieux a été démontrée par les pères réunis au concile de Soissons ».
Un concile sera en effet (comme l'indique Abélard) réuni par l'archevêque de Reims. Pour Anselme, quiconque soutient le blasphème de Roscelin doit être anathème :
« Ne pas l'écouter, ne lui demander aucune raison de son erreur, ne lui en rendre aucune de la vérité, l'anathématiser s'il ne répudie l'erreur dont il est reconnu l'auteur. Car notre foi doit être défendue par la raison contre les impies, non contre ceux qui se reconnaissent chrétiens. »
Roscelin fut donc accusé sans pouvoir se défendre pour une doctrine qui ne serait en fait pas de lui. Roscelin abjura cette « erreur » de peur d'être lapidé par le peuple. Mais Roscelin continue d'enseigner sa pensée ; une lettre qu'Yves de Chartres lui a adressée dit en effet :
« Je sais qu'après le concile de Soissons, tu as défendu avec beaucoup d'ardeur ton ancienne opinion, dans des discussions clandestines, et devant des gens que nous connaissons bien l'un et l'autre, que tu as voulu leur faire accepter la doctrine que tu as abjurée et d'autres non moins insensées. »
Roscelin s'est également vu adresser, vers 1115, une lettre de Thibaud d'Étampes, écolâtre d'Oxford, qui lui reproche d'avoir parlé en mal des fils de prêtres.
Le seul écrit qu'on ait gardé de Roscelin est une lettre grossière à son contradicteur Pierre Abélard, où, faisant allusion à la castration du destinataire, il l'appelle « Pierre l'Incomplet » et lui dit : « Tu dois craindre la justice divine : la queue de ton impureté avec laquelle, auparavant, tant que tu en avais la possibilité, tu piquais sans discernement, t'a été à bon droit coupée ; prends garde que ta langue, par laquelle tu piques actuellement, ne te soit pareillement enlevée ».

## Ouvrages de Roscelin
- lettre de 1120 (contre Abélard), in L. Gentile, Roscellino di Compiègne ed il problema degli universali, Lanciano, 1975. Trad. partielle in Héloïse et Abélard, Lettres et vies, Garnier-Flammarion, 1996, p. 192-196.
- Des universaux selon Maître R. : J. Marenbon, Early Medieval Philosophy, 1983, p. 134-135.
- Disputatio Porphyrii, in Y. Iwakuma, Traditio, XLVII (1992), p. 37-111.

### Études sur Roscelin
- François Picavet, Roscelin, philosophe et théologien, d'après la légende et d'après l'histoire, Paris, 1896.
- Dom André Wilmart, « Le premier ouvrage de saint Anselme contre le trithéisme de Roscelin », Recherches de théologie ancienne et médiévale, t. 3,‎ 1931, p. 20-36
- L. Gentile, Roscellino di Compiègne ed il problema degli universali, Lanciano, 1975.
- Constant Mews, « Nominalism and theology before Abaelard : new light on Roscelin of Compiègne », in Vivarium, XX (1992), p. 4-33.